# 존 서터
존 오거스트 서터(John August Sutter, 1803년 2월 23일 - 1880년 6월 18일)는 캘리포니아 골드 러시를 유발한 장본인으로 지금의 캘리포니아주의 주도 새크라멘토 주변에 서터 요새 지은 유명한 캘리포니아 인이다. 골드 러시로 인해 캘리포니아의 구석구석까지 이름을 떨친 서터였지만, 가난 속에서 생애를 마감해야 했다. 그의 사업의 실패를 본 그의 장남 오거스트 서터는 이것을 교훈으로 삼아 막대한 재산을 모았다.

## 생애

### 유년기
서터는 1803년 2월 23일 독일 남서부 바덴 대공국 칸데른에서 요하네스 아우구스토 즛타 (Johannes August Sutter)의 아들로 태어났다. 그의 아버지가 인접한 스위스의 류넨부르크에서 이 마을에 온 이후 낳은 아들이었다.
그는 스위스 뇌샤텔에 있는 학교를 다녔고, 이후 스위스 군대에 입대하여 포병대 대위가 되었다. 23살 나이로 그는 부유한 과부의 딸이었던 아네트 뒤볼트와 결혼을 했다. 그는 상점을 운영했지만, 돈을 벌기 보다는 쓰는 데 더 관심을 두었다. 존과 가족과 불어난 부채로 금고형에 처해질 위기에 처했다. 그래서 그는 소송을 피해 미국으로 도피를 하기로 결심했다.
1834년 5월, 그는 아내와 7살짜리 아이를 두고 스위스, 부르크도르프의 집을 떠났다. 그리고 프랑스 여권을 가지고 프랑스 르아브르에서 뉴욕 행 셜리 호를 타고 1834년 7월 14일에 도착했다. 서터는 포괄적인 여행을 기획했다.

## 신세계

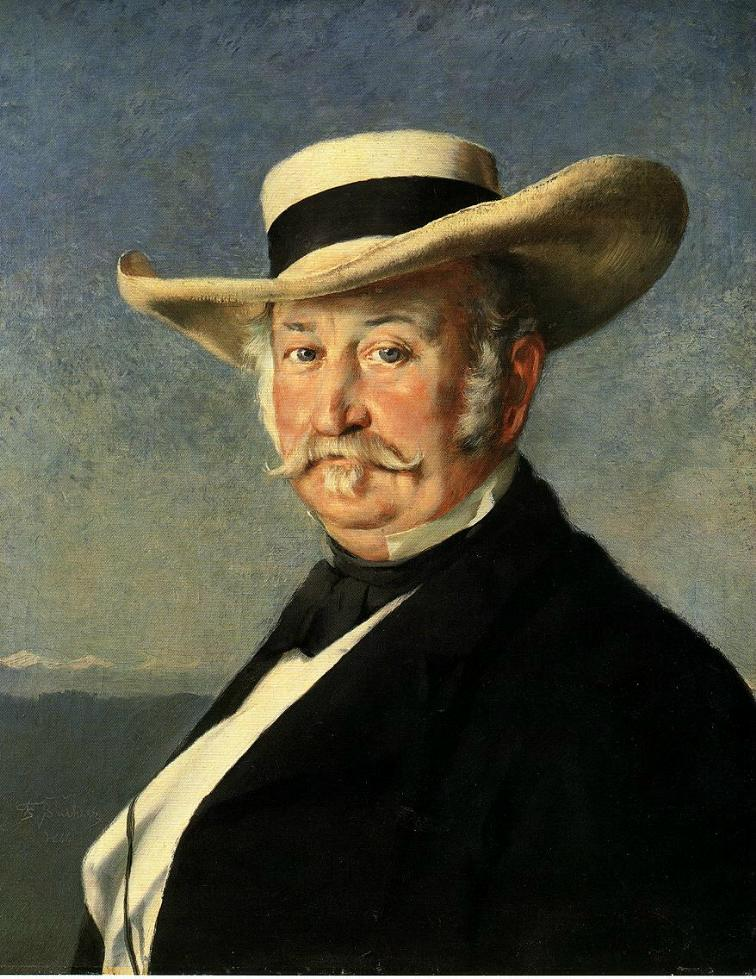
1866년의 존 서터

35명의 독일계 사람들과 함께 그는 세인트루이스에서 산타페로 이동한 다음 서쪽 항구 도시를 목표로 했다. 1838년 4월 초에 모피 사냥꾼인 앤드류 드립스가 이끄는 선교사 집단에 참가하여 10월에 오리건 준주에 있는 밴쿠버 요새에 도착했다. 밴쿠버 요새를 11월 11일에 떠나 12월 9일에 하와이 왕국의 호놀룰루에 도착했다.
마침내 러시아 식민지 알래스카의 싯카에서 항해 당시 검소한 포교의 거점이었던 예바 부에나(현재의 샌프란시스코)에 도착했다. 그가 탄 〈클레멘타인 호〉가 예나 부에나에 도착한 것은 1839년 7월 1일이었다.
서터가 도래했을 무렵 캘리포니아에는 5천여 명의 유럽 출신의 사람들이 거주하였고, 또한 3만 명의 미국 원주민이 있었다.
서터는 지사인 후안 바티스타 알바라도에게 땅에 정착할 허가를 얻어려 몬터레이의 주도로 갔다. 아바라도는 센트럴 밸리에 식민지를 세우겠다는 서터의 계획을 인디언과 러시아인들, 그리고 미국인들과 영국인들에 대항할 수 있는 변경의 방벽으로 아주 유용하다고 생각했다. 어쨌건 지사는 토지소유권에 대한 권리를 서터에게 부여했고, 서터는 1840년 8월 29일 멕시코 시민이 되었다. 서터는 그해 8월부터 정착지를 다지기 시작했고, 자신의 거류지를 고향의 이름을 따서 누에바 헬베티아(새로운 스위스)로 명명했다. 서터는 종종 자신을 스위스 호위대의 서터 대위라고 밝히곤 했다. 1841년 6월 8일 공사가 마무리 되었고, 그는 새크라멘토강 위의 198km2의 토지 소유 권리 증서를 받았다. 이곳은 현재 캘리포니아주의 주도인 새크라멘토의 일부가 되었다.

### 주변 부족

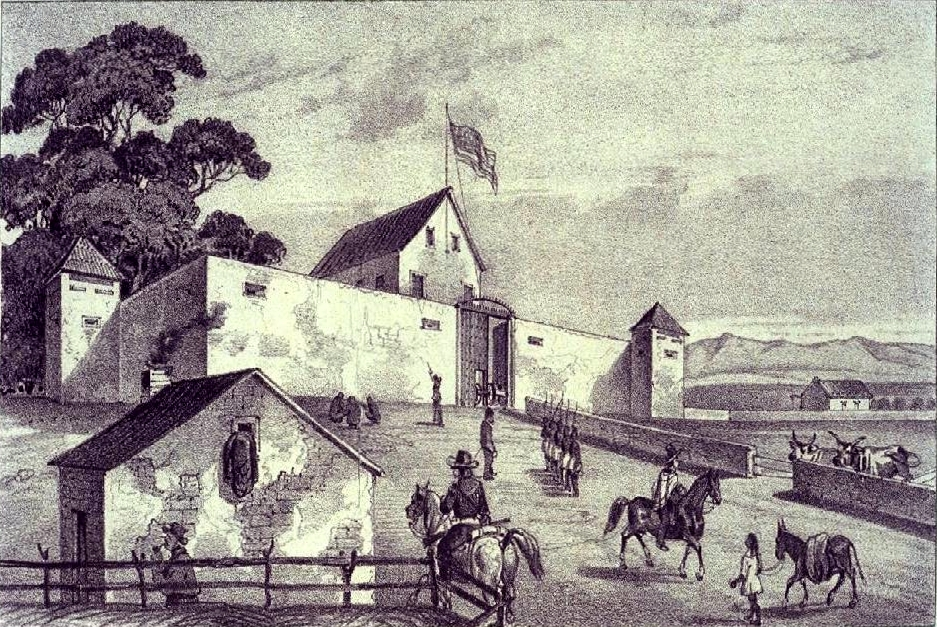
당시의 서터 요새 그림

서터는 주변 토착 인디언인 마이두 부족과 평화롭게 지내야 했다. 오랜 기간에 걸쳐 서터와 마이두 부족은 친해졌고, 그들은 서터와 그의 카나카인들이 정착지를 다지는데 도움을 주었다. 서터는 그곳을 뉴 헬베티아 또는 뉴 스위처랜드라고 불렀다. 서터의 요새는 황토흙 벽돌로 지어진 중앙 건물이 있었는데, 적침을 대비해 양쪽에 보호를 위해 높은 벽으로 둘러쌓여 있었다. 그리고, 뉴 헬베티아 정착촌에 필요한 모든 물품들을 생산하는 작업소와 상점들도 갖추었다.
서터는 미웍이나 마이두 인디언 부족이나 그가 하와이에서 데려왔던 카나카 부족들을 고용하거나 노예로 삼았다. 또한 그의 정착촌을 찾은 유럽인들도 고용을 했다.
서터는 카나카스 같은 다양한 원주민, 유럽인을 그 "요새"에 고용했다. 그는 그곳을 "포트 서터 (서터 요새)"라고 불렀다. 그는 그곳을 농업의 낙원을 만들려고 생각했고, 실제로 당시의 정착지는 매우 번창했다. 그곳은 많은 캘리포니아 정착 이민자가 목적지로 삼았던 곳이 되었다.

### 미국-멕시코 전쟁
친프랑스계 사람들은 캘리포니아에 프랑스 깃발을 내걸라고 위협을 하였고, 누에바 헬베티아는 프랑스의 보호령이 되었지만, 1846년 발발한 미국-멕시코 전쟁으로 미국에 의해 점령을 당했다.
1847년, 미국-멕시코 전쟁의 결과 멕시코의 영토가 미국의 손아귀에 들어가게 되었다. 서터는 처음에는 독립적인 캘리포니아 공화국 수립을 지원했지만 존 C. 프리몬트가 이끄는 미합중국 군은 손쉽게 요새의 점령해 버렸고, 서터는 그들을 감당할만한 세력이 없었기 때문에 저항하지 않았다.

## 골드 러시의 시작
1848년에 아메리칸 강변에 세운 콜로마의 서터스 밀에서 서터가 가장 신뢰하는 고용인 중의 하나였던 제임스 마셜이 금을 발견했다. 서터는 금의 발견을 숨기고 싶었지만, 그의 바램은 무산되었다. 상인 신문업체인 사무엘 브라넌이 서터스 밀에서 채취한 금을 샌프란시스코에 가져가 ‘금의 발견’을 선전한 것이다. 많은 사람들이 갑자기 몰려와 서터가 일하고 있는 주변의 모든 것을 파괴했다. 그러나 모든 것을 잃는 것을 보호하기 위해 그의 아들 아우구스투스 서터에게 지금의 토지를 양도했다.
아우구스투스 서터는 스위스에서 1848년 9월에 와서 아버지와 함께 일하고 있었지만, 토지의 상업적 가능성을 해석, 새크라멘토강을 딴 새크라멘토라고 명명한 새로운 도시 건설을 위한 계획을 신속하게 세우기 시작했다.
아버지 쪽은 이에 대해 분개하고 있었다. 그는 "서터빌"로 마을을 명명 싶었고, 그것을 '뉴헬베티아' 영역의 근처에 건설하고 싶었다.

## 최후
서터의 엘 소브란테(El Sobrante, 유물을 뜻하는 스페인어) 토지 허가는 "불법 거주자 협회"에 의해 변경되어 1858년에 미국 연방 대법원은 그 효력을 부인했다.
서터는 캘리포니아 주지사가 보낸 미국 의회 소개장을 받았다. 그는 1865년 6월에 화재로 인해 농장을 잃은 이후, 1865년 워싱턴 D.C.로 이주했다.
서터는 골드 러시와 관련된 손실 배상을 요구했다. 그는 소브란테 인가장에 지불된 세금 변제로 매달 250 달러의 연금을 받았다. 이것은 변제가 아니라, 서터가 당시 자신의 소유라고 믿고 소브란테에 지불한 세금의 배상하는 것이었다. 그와 아내 안테트는 1871년 펜실베니아의 리츠로 이사를 갔다.
거기에서 그는 개인적으로 입은 손실에 대해 배상을 요구하는 청원을 의회에 했지만, 진척은 없었다. 1880년 6월 16일, 의회는 존 서터에게 지불하기로 한 5만 달러의 법안을 처리하지 않고, 다시 한번 휴회를 하였고, 이틀 후 1880년 6월 18일에 존 오거스트 서트는 워싱턴 D.C.에 있는 메이더스 호텔에서 숨을 거뒀다. 그의 유해는 리츠로 이송되어 모라비언 포도원의 가즈 에이커에 매장되었다. 서터 부인은 이듬해 1월에 그와 함께 매장되었다.

## 유산
캘리포니아주 샌프란시스코의 시내중심가 서터 가(Sutter Street)는 존 서터의 이름을 따서 지은 것이다. 그 외에도 서터스 랜딩(Sutter's Landing), 서터빌 로드(Sutterville Road), 서터 미들 스쿨, 서터스밀 스쿨, 그리고 새크라멘토에 있는 서터빌 초등학교 모두 그의 이름을 따서 지은 것이다. 새크라멘토강의 서터빌 벤드(Sutterville Bend)도, 또한 북캘리포니아의 무상 의료기관인 서터 헬스도 마찬가지이다. 캘리포니아의 도시 서터 크릭(Sutter Creek)도 그의 이름을 따서 지은 지명이다. 멕시코 아카풀코에 있는 존 오거스트 서터 주니어가 소유했던 부동산은 서터 호텔이 되었고 여전히 성업 중이다.
펜실베이니아주 리티츠에 있는 존 오거스트 서터 하우스는 1982년 미국 국가 등록 유적지로 등재되었다.
허버트 C. 스윔이 육종한 오렌지 블렌드 교배 음차용 장미인 서터스 골드 로즈도 그의 이름을 따서 지었다.
2010년 3선으로 당선된 제리 브라운 주지사는 서터 브라운이라는 코기 견이라는 그의 이름을 딴 개가 있는데, 캘리포니아 영견(the First Dog of California, 영부인이 퍼스트 레이디라고 부른데서)이라는 애칭으로 부르고 있다.

## 같이 보기
- 로스 요새